# 5月18日 (旧暦)
旧暦5月18日は、旧暦5月の18日目である。六曜は仏滅である。

## できごと
- 大同元年（ユリウス暦806年6月8日） - 安殿親王が即位して第51代・平城天皇に
- 大同元年（ユリウス暦806年6月8日） - 平城天皇の即位に伴い延暦より大同に改元
- 文久2年（グレゴリオ暦1862年6月15日） - 蕃書調所を一橋門外に移し洋書調所と改称
- 明治2年（グレゴリオ暦1869年6月27日） - 榎本武揚らが最後の拠点・五稜郭を開城し新政府軍に降伏。戊辰戦争が終結し維新政府が全国を統一

## 誕生日
- 保延5年（ユリウス暦1139年6月16日） - 近衛天皇、76代天皇（+ 1155年）
- 天保13年（グレゴリオ暦1842年6月26日） - 松村淳蔵、軍人（+ 1919年）

## 忌日
- 正慶2年/元弘3年（ユリウス暦1333年6月30日） - 北条守時、鎌倉幕府16代執権（* 1295年）
- 天正15年（グレゴリオ暦1587年6月23日） - 大村純忠、キリシタン大名・天正遣欧使節を派遣（* 1533年）
- 宝永2年（グレゴリオ暦1705年7月8日） - 徳川綱教、第3代紀州藩主（* 1665年）